# جاستیس (ویرجینیای غربی)
جاستیس(به انگلیسی: Justice) شهری در ایالت ویرجینیای غربی کشور ایالات متحده آمریکا است که جمعیت آن در سرشماری سال ۲۰۱۰ میلادی، ۴۱۲ نفر بوده‌است.